# Buck le Loup
Pour plus de détails, voir Fiche technique et Distribution.
Buck le Loup (titre original : Zanna Bianca alla riscossa) est un film italien réalisé par Tonino Ricci, sorti en 1974.

## Synopsis
Deux hors-la loi tendent une embuscade à un chercheur d’or. Croc-Blanc, son chien-loup, réussit à leur échapper et court alerter Burt, son associé. Lorsque ce dernier arrive sur les lieux, il est déjà trop tard. Résolu à venger le défunt, Burt décide en tout premier lieu, d’usurper son identité.

## Fiche technique
Sauf indication contraire, les informations mentionnées dans cette section peuvent être confirmées par la base de données cinématographiques IMDb,  présente dans la section « Liens externes ».
- Titre original : Zanna Bianca alla riscossa
- Titres français :  Buck le Loup ou La légende de Buck le Loup ou La Bataille de l'or[1]
- Titre américain : White Fang to the Rescue
- Réalisation : Tonino Ricci
- Scénario : Alessandro Continenza, Giovanni Simonelli, d’après le roman L'Appel de la forêt de Jack London
- Directeur de la photographie : Giovanni Bergamini
- Musique : Carlo Rustichelli
- Production : Paneuropean Production Pictures Roma
- Genre : Western spaghetti, Film d'aventure
- Durée : 97 minutes
- Dates de sortie :
  - Italie : 9 février 1975
  - France : 29 mai 1977[1]

## Distribution
- Maurizio Merli  (VF : Dominique Paturel) : Burt Halloway
- Henry Silva  (VF : Jean-Claude Michel) : monsieur Nelson
- Renzo Palmer : le sergent
- Gisela Hahn : Katie
- Benito Stefanelli : Jackson
- Donald O'Brien  (VF : Albert Augier) : Caroll
- Luciano Rossi : Bailey
- Sergio Smacchi : Ben Dover